# Armenië op het Eurovisiesongfestival 2023

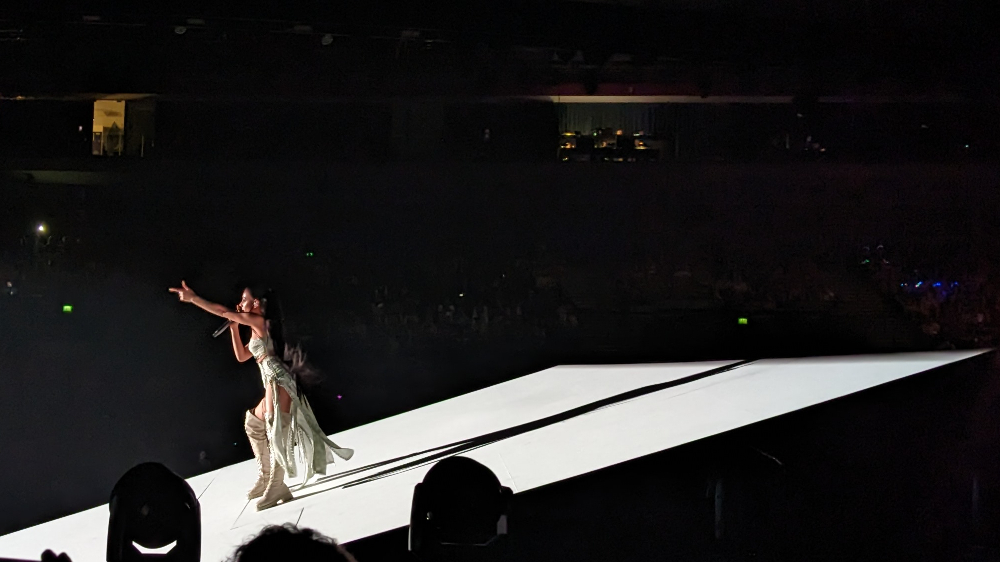
Brunette tijdens de repetities in Liverpool.

Armenië nam deel aan het Eurovisie Songfestival 2023 in Liverpool, Verenigd Koninkrijk, nadat het intern Brunette had geselecteerd om het land te vertegenwoordigen met het nummer Future Lover. Brunette werd op 1 februari 2023 aangekondigd als de Armeense deelnemer aan de wedstrijd, terwijl haar lied op 15 maart 2023 aan het publiek werd gepresenteerd.

## Interne selectie
De Armeense inzending voor het Eurovisie Songfestival 2023 is intern geselecteerd door AMPTV. Op 25 januari 2023 meldden Armeense media dat zangeres Brunette was geselecteerd om het land te vertegenwoordigen met een nummer in R & B- stijl, hoewel AMPTV geen commentaar gaf. Op 1 februari 2023 bevestigde AMPTV officieel dat Brunette Armenië zou vertegenwoordigen op het Eurovisie Songfestival 2023. De zangeres verklaarde: "Ik ben blij om het nieuws met u te delen. Ik maak gewoon muziek, en deze keer zal ik het delen met het Europese publiek!". Haar inzending, "Future Lover", werd uiteindelijk uitgebracht op 15 maart 2023, als laatste inzending van de 39 landen.

## In Liverpool
Armenië nam deel aan de tweede halve finale op 11 mei 2023. Armenië zou op positie 2 presteren, na de inzending uit Denemarken en voor de inzending uit Roemenië. Armenië kwalificeerde zich voor de grote finale op 13 mei 2023. Daar werd het land 14de met 122 punten.
2006 · 2007 · 2008 · 2009 · 2010 · 2011 · 2012 · 2013 · 2014 · 2015 · 2016 · 2017 · 2018 · 2019 · 2020-2021 · 2022 · 2023 · 2024 · 2025
Albanië · Armenië · Australië · Azerbeidzjan · België · Cyprus · Denemarken · Duitsland · Estland · Finland · Frankrijk · Georgië · Griekenland · Ierland · IJsland · Israël · Italië · Kroatië · Letland · Litouwen · Malta · Moldavië · Nederland · Noorwegen · Oekraïne · Oostenrijk · Polen · Portugal · Roemenië · San Marino · Servië · Slovenië · Spanje · Tsjechië · Verenigd Koninkrijk · Zweden · Zwitserland